# Ariadna bicolor
Espèce
Synonymes
- Pylarus bicolor Hentz, 1842
- Pylarus pumilus Hentz, 1842
- Ariadna pallida C. L. Koch, 1843
- Ariadna rubella Keyserling, 1877
- Ariadna mexicana Banks, 1898
- Ariadna philosopha Chamberlin, 1924
- Ariadna pragmatica Chamberlin, 1924
- Ariadna scholastica Chamberlin, 1924

Ariadna bicolor est une espèce d'araignées aranéomorphes de la famille des Segestriidae.

## Distribution
Cette espèce se rencontre,, :
- au Canada en Ontario ;
- aux États-Unis au Maine, au Massachusetts, au Connecticut, dans l'État de New York, au New Jersey, en Pennsylvanie, au Maryland, en Virginie, en Virginie-Occidentale, en Ohio, en Indiana, en Illinois, au Missouri, au Kentucky, au Tennessee, en Caroline du Nord, en Géorgie, en Floride, en Alabama, au Mississippi, en Louisiane, en Arkansas, en Oklahoma, au Texas, au Colorado, au Nouveau-Mexique, en Arizona et en Californie ;
- au Mexique au Sonora, en Basse-Californie et en Basse-Californie du Sud.

## Description
Le mâle décrit par Giroti et Brescovit en 2018 mesure 5,6 mm et la femelle 10,0 mm, les mâles mesurent de 5,2 à 7,36 mm et les femelles de 7,68 à 10,48 mm.

## Publication originale
- Hentz, 1842 : Descriptions and figures of the araneides of the United States. Boston journal of natural history, vol. 4, p. 54-57 & 223-231 (texte intégral).